# Erwin Fischer (Widerstandskämpfer)
Erwin Fischer (* 17. August 1907 in Frauendorf; † 8. Dezember 1942 in Berlin-Plötzensee) war ein deutscher kommunistischer Widerstandskämpfer gegen den Nationalsozialismus

## Leben
Erwin Fischer kam als eines von drei Kindern in einer Arbeiterfamilie von Stettin-Frauendorf zur Welt. Sein Vater war Arbeiter auf der Schiffswerft. Weil das Familieneinkommen sehr gering war, trug er schon als Kind durch das Austragen von Zeitungen mit dazu bei. Mit 13 Jahren verlor er den Vater, so dass er nun noch mehr für das Leben der Familie sorgen musste. Er ging als ungelernter Hilfsarbeiter zur Arbeit auf die Werft, wo er als „Rostklopfer“ beschäftigt war. Durch das damalige Zeitgeschehen – Erster Weltkrieg, Beseitigung des russischen Kaiserreiches und Oktoberrevolution sowie Novemberrevolution in Deutschland – wurde sein Interesse an politischen Veränderungen geweckt, mit denen sich das Elend der werktätigen Menschen überwinden ließ. Diese Hoffnung verbreiteten vor allem die kommunistischen Akteure Karl Liebknecht und Rosa Luxemburg. Er lernte Gleichaltrige kennen, die sich im Kommunistischen Jugendverband (KJVD) organisierten und trat diesem 1923 bei. Er beteiligte sich an Versammlungen und Demonstrationen für Arbeiterrechte, die von den damaligen reaktionären Ordnungskräften unterdrückt wurden. Dabei wurde er 1924 von einem Polizisten durch einen Streifschuss verletzt. Im Jugendverband wurde er 1927 zum Sekretär gewählt. Seine Aufgabe fand er jetzt darin, die Kinder aus kommunistischen Familien als Pioniere anzuleiten und für die Ziele einer kommunistischen Umgestaltung der Gesellschaft zu begeistern. Er unternahm mit ihnen Wanderungen in die Natur und half ihnen, die gesellschaftlichen Zusammenhänge zu verstehen und an ihrer Veränderung mitzuarbeiten. Vor allem begeisterte er sie dafür, dem aufkommenden Nationalsozialismus zu widerstehen, gegen den Militarismus einzutreten und einen neuen Krieg zu verhindern. Deswegen wurde er von einem Gericht wegen „Zersetzung der Reichswehr“ zu 16 Monaten Festungshaft verurteilt. Als er wieder frei kam, wurde er Gauleiter Pommern des Kommunistischen Jugendverbands. 
1931 trat er der Kommunistischen Partei Deutschlands (KPD) bei und wurde 1932 Mitglied der pommerschen Bezirksleitung. Wegen seiner antifaschistischen Aktivitäten wurde sein Name auf die Fahndungsliste der Polizei gesetzt. Er legte sich einen Decknamen zu, färbte seine blonden Haare dunkel und trug seitdem eine Brille. 1933 wurde er Kurier des Zentralkomitees der KPD. Von Ende 1933 bis 1934 besuchte er für ein Jahr als Kursant die Internationale Lenin-Schule der Komintern in Moskau. Danach ging er nach Amsterdam und arbeitete als „Abwehrmann“ für den AM-Apparat und als Instrukteur für Westdeutschland. Wegen Kontakten zum britischen Geheimdienst wurde er von seiner Partei von dieser Funktion enthoben und arbeitete seither für ihren Solidaritätsdienst „Rote Hilfe“. Die Gestapo kam ihm auf die Spur und er wurde wegen „Pass-Vergehens“ verurteilt und sollte an das nationalsozialistische Deutschland ausgeliefert werden – was aber durch massive öffentliche Proteste verhindert werden konnte. 1937 wurde er aber interniert. Nach dem Einmarsch deutscher Truppen wurde er 1940 nach Deutschland ausgeliefert und eingesperrt. Vom Volksgerichtshof wurde er 1942 zum Tode verurteilt und in Plötzensee mit dem Fallbeil hingerichtet.

## Erinnerung
Zu DDR-Zeiten erhielt eine Polytechnische Oberschule von Greifswald-Schönwalde seinen Namen. Sie firmiert heute als Integrierte Gesamtschule „Erwin Fischer“.